# تومي هولمغرين
تومي هولمغرين (بالسويدية: Tommy Holmgren)‏ هو لاعب كرة قدم سويدي، ولد في 9 يناير 1959 في Palohuornas ‏ في السويد. شارك مع منتخب السويد لكرة القدم. أما مع النوادي، فقد لعب مع نادي غوتبورغ.

## وصلات خارجية
- تومي هولمغرين على موقع قاعدة بيانات كرة القدم.إي يو (الإنجليزية)
- تومي هولمغرين على موقع ناشيونال فوتبول تيمز (الإنجليزية)
- تومي هولمغرين على موقع Soccerway.com (الإنجليزية)
- تومي هولمغرين على موقع عالم كرة القدم.نت (الإنجليزية)